# Прослауха
Прослау́ха (рос. Прослауха) — село у складі Баєвського району Алтайського краю, Росія. Адміністративний центр Прослаухинської сільської ради.

## Населення
Населення — 505 осіб (2010; 682 у 2002).
Національний склад (станом на 2002 рік):
- росіяни — 95 %